# アメリカ糖尿病協会
アメリカ糖尿病協会（あめりかとうにょうびょうきょうかい, The American Diabetes Association, ADA）は、アメリカ合衆国で設立された非営利団体。糖尿病（1型糖尿病、2型糖尿病、妊娠糖尿病を含む）の制御、治療、予防に向けての研究に資金を提供し、一般の人々へ向けての糖尿病についての啓蒙、糖尿病を患っている人々への支援を目的としている。アメリカ合衆国における非営利団体の一つであり、公的機関として知られるようになり、その活動は合衆国政府に大きな影響を及ぼし、時には政府や医療制度とも協力している。ADAは、個人、財団、企業から寄付金を受領しており、その任務を支援する。ADAは、アメリカ糖尿病協会、アメリカ糖尿病協会研究財団(American Diabetes Association Research Foundation, Inc., ADARF)、アメリカ糖尿病協会所有権持株会社(American Diabetes Association Property Title Holding Corp., ADARTHC)、の3つの組織で構成される501(c)団体である。
2018年のADAの総収益は161.267,000ドルであった。

## 歴史的背景
1940年に設立された。当時、アメリカ内科学会(The American College of Physicians)の年次総会にて、ハーマン・O・モーゼンタール(Herman O. Mosenthal)、ジョセフ・T・ビアードウッド・ジュニア(Joseph T. Beardwood Jr.)、ジョセフ・H・バラーク(Joseph H. Barach)、E・S・ディリオン(E. S. Dillion)を含む6人の医師により設立された。
糖尿病の専門家向けの科学会議を毎年開催している。会員はおよそ20,000人。

## 説明責任
2000年代初頭、ADAは、『Diet Rite』（ゼロカロリーの飲み物）、『Snapple』の無糖茶、『Mott's』の炭酸水で知られるキャドバリー・シュウェップス(Cadbury Schweppes)と「3年間で150万ドル」という資金提供の契約を結んだ。2006年にニューヨーク・タイムズが公表した記事によれば、「ある批評家が、『ADAと提携している企業はドクターペッパーやキャドバリー・クリームエッグのような甘くて太りやすいものを食料雑貨店に供給しているにもかかわらず、砂糖菓子製造会社による企業市民(Corporate Citizen)のふりをするのに役立った』と述べた」。さらに、「ADAは、砂糖を含まない商品を作ったとしても、企業、とくに高カロリーの食品や飲料の販売を主要な事業にしている企業からどのように資金を調達すれば良いかを再考し始めた。この団体は、一部の食品会社との取引が満了となるのを許可し、新たな資金提供契約で数百万ドルを削減した」という。
ADAは、コールセンター企業『InfoCision』との契約を含めて、電話勧誘販売(Telemarketing)に多額の費用を費やしている。この電話による勧誘活動に従事した者たちは、寄付をしてくれそうな人たちに対して「寄付金の多くがADAに向かいます」と嘘を吐くよう指示された」という。ADAからの最大の補償を受けた20人の個人は、530万ドル（平均で26万6000ドル）を受け取った。
非営利団体『Charity Navigator』は、ADAに対し、総合評価の面で二つ星、財務評価の面で一つ星、説明責任及び透明性の面で四つ星の評価を下した。

### 助成研究
ADAは、糖尿病患者が健康でいるために必要な治療がなされるようにすることを命題としている。この使命を成就するため、ADAは、少数派が糖尿病の制御を支援する研究課題への資金の提供に注力している。ADAは、大学、地方自治体、企業に働きかけ、健康を増進する生活習慣を奨励している。
また、日々の食事が原因で患った肥満における小神経膠免疫細胞(Microglia Immune Cells)の役割について論じた記事にあるように、糖尿病にかかわる危険因子の統御を目的とする研究に資金を提供している。ADAが資金を提供している研究者たちの96%は糖尿病の科学の研究に生涯を捧げており、ADAが糖尿病の研究に1ドル投資するごとに、研究資金が12.47ドル追加される。

## 政策・法律・啓蒙活動

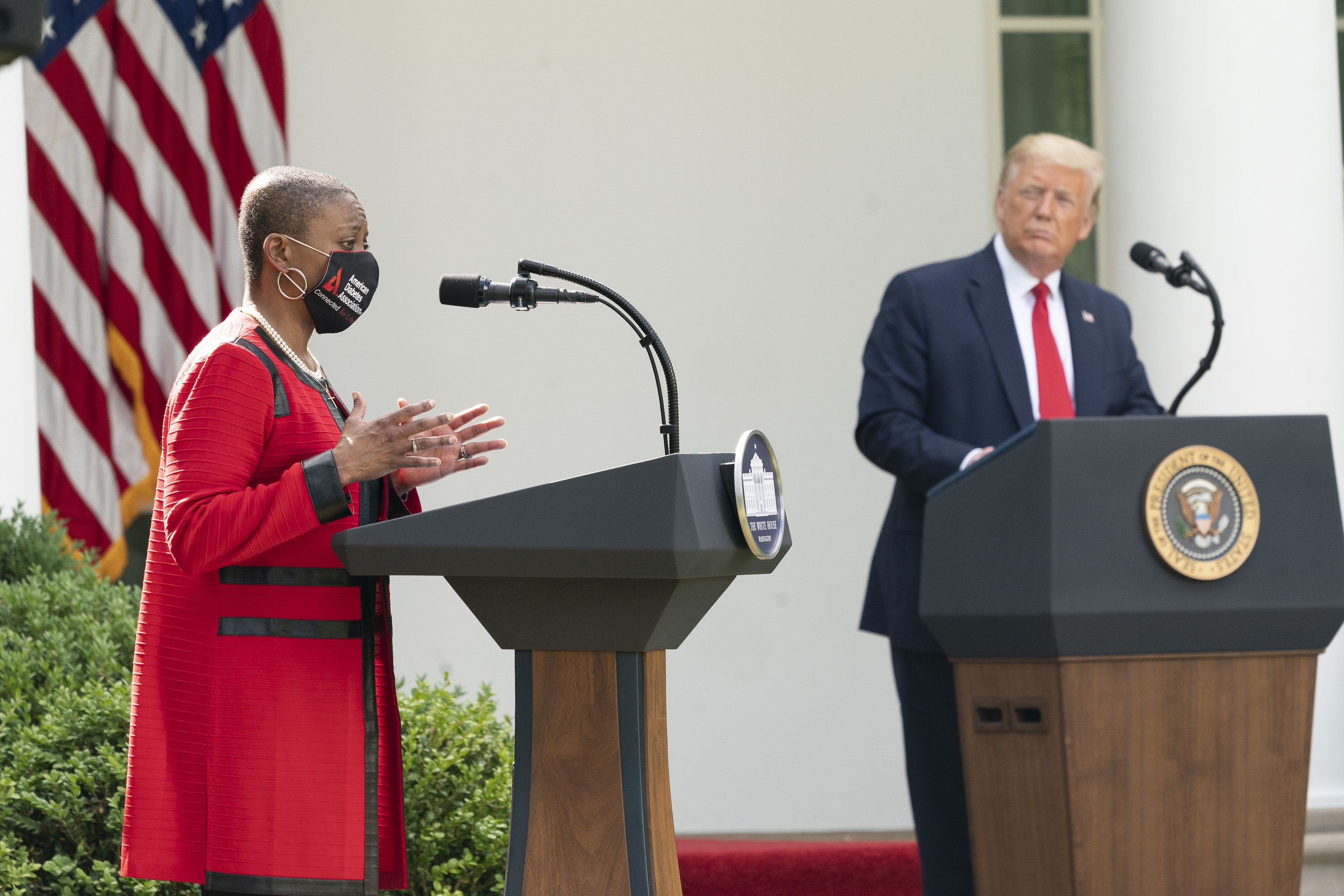
高齢の糖尿病患者の保護を訴えるADAの最高経営責任者、トレイスィー・ブラウン（2020年5月26日）

ADAは、自分たちの立法的優先事項に対する意識を高めるために、議会への呼びかけにおける支持者の集合（キャピトル・ヒル〈Capitol Hill〉での陳情活動）、インスリン(Insulin)の価格の規制の要求、メディケア(Medicare, 高齢者向け医療保険制度)の保険適用範囲の改善の支援といった、全米糖尿病予防計画における政策分野でも活動を続けてきた。法律面では、政府による雇用主(Atkins v. Salazar)と民間企業(Darnell v. Thermafiber)
の両方が関与する事件を含めた、雇い主による糖尿病患者の従業員に対する差別にまつわる上告訴訟を支援している。
ADAは、アメリカ合衆国運輸保安局(The Transportation Security Administration)の職員たちに糖尿病について訓化し、全米糖尿病予防計画への資金を調達し、教育機関でも使えるよう糖尿病患者の学生への気配りのための資料を作ることで、糖尿病患者への差別を防ぐための措置を講じた。糖尿病を喰い止めよう、という趣旨の行事『Step Out』のような計画も立て、地方の糖尿病患者の団体向けの行事も開催している。
1941年には、インスリンの共同発見者の1人であるフレデリック・バンティング(Frederick Banting)に敬意を表し、バンティング・メダル(The Banting Medal)を制定した。

## 参考
1. 1 2  “Reports | ADA”. www.diabetes.org. 2020年9月2日閲覧。
2. ↑  “Timeline”.   American Diabetes Association. 2020年9月30日閲覧。
3. ↑  “American Diabetes Association”.   National Organization for Rare Diseases. 2020年9月30日閲覧。
4. ↑  Striker, C (1956). Diabetes: Its Early Medical and Cultural History. New York, NY: Springer
5. ↑  “American Diabetes Association”. professional.diabetes.org. 2020年9月2日閲覧。
6. ↑  Santora, Marc (2006年11月25日). “In Diabetes Fight, Raising Cash and Keeping Trust” (英語). The New York Times. ISSN 0362-4331 2020年9月2日閲覧。
7. ↑  “Charities Deceive Donors Unaware Money Goes to a Telemarketer”. Bloomberg Markets. 2013年3月5日時点のオリジナルよりアーカイブ。2012年9月16日閲覧。
8. ↑  Deceptive Telemarketing Linked to Big Charities Chronicles of Philanthropy
9. ↑  “Donors unaware charity money goes to telemarketer”. NBC Today Show (2012年9月12日). 2013年1月28日時点のオリジナルよりアーカイブ。2012年9月16日閲覧。
10. ↑  American Diabetes Association - Charity Navigator
11. ↑  “Impact Statement”. American Diabetes Association - Stop Diabetes. 2018年11月5日閲覧。
12. ↑  “Type 2 Diabetes and Depression: A Pilot Trial of an Integrated Self-management Intervention for Latino Immigrants”. The Diabetes Educator 42 (1):  87–95. (February 2016). doi:10.1177/0145721715617536. PMID 26590385.
13. ↑  “Sociocultural and socioeconomic influences on type 2 diabetes risk in overweight/obese African-American and Latino-American children and adolescents”. Journal of Obesity 2013:  512914. (2013). doi:10.1155/2013/512914. PMC 3666294. PMID 23762538.
14. ↑  “American Diabetes Association Recognizes U.S. Companies and Organizations as New Health Champions”. American Diabetes Association (2016年7月21日). 2018年11月5日閲覧。
15. ↑  “Exercise and type 2 diabetes: the American College of Sports Medicine and the American Diabetes Association: joint position statement”. Diabetes Care 33 (12):  e147–67. (December 2010). doi:10.2337/dc10-9990. PMC 2992225. PMID 21115758.
16. ↑  “Microglial Inflammatory Signaling Orchestrates the Hypothalamic Immune Response to Dietary Excess and Mediates Obesity Susceptibility”. Cell Metabolism 26 (1):  185–197.e3. (July 2017). doi:10.1016/j.cmet.2017.05.015. PMC 5569901. PMID 28683286.
17. ↑  “Call to Congress 2018”. American Diabetes Association (2018年9月20日). 2018年11月5日閲覧。
18. ↑  “Advocacy Accomplishments – 2017 Highlights”. American Diabetes Association (2018年3月1日). 2018年11月5日閲覧。
19. ↑  Atkins v. Salazar, 677 F.3d 667 (5th Cir. 2012).
20. ↑  Darnell v. Thermafiber, 417 F.3d 657 (7th Cir. 2005).
21. ↑  “Legal Advocacy”. American Diabetes Association (2017年2月27日). 2018年11月5日閲覧。
22. ↑  “Hometown Advocacy”. American Diabetes Association (2018年3月1日). 2018年11月5日閲覧。
23. ↑  “1941 - 2021 Banting Medal for Scientific Achievement Award”. The American Diabetes Association. 2022年6月20日閲覧。
24. ↑  “Medal”. The National Museum of American History（国立アメリカ歴史博物館）. 2022年6月20日閲覧。